# Parque nacional de los Volcanes (Ruanda)
El Parque Nacional de los Volcanes (del francés: Parc National des Volcans); en kiñaruanda: Pariki y’Igihugu y’Ibirunga se encuentra en el noroeste del país africano de Ruanda y bordea el Parque Nacional Virunga, en la República Democrática del Congo, y el Parque Nacional del Gorila Mgahinga, en Uganda. El parque nacional es conocido como un refugio para los gorilas de montaña. Alberga cinco de los ocho volcanes de la Cordillera de Virunga (Karisimbi, Bisoke, Muhabura, Gahinga y Sabyinyo), que están cubiertos de bosques y de bambú.
El parque fue creado por primera vez en 1925, como una pequeña área delimitada por Karisimbi, Visoke y Mikeno, destinada a proteger a los gorilas de los cazadores furtivos. Fue el primer parque nacional que se creó en África y la base de la zoóloga Dian Fossey.
Posteriormente, en 1929, los límites del parque se ampliaron en Ruanda y en el Congo Belga, para formar el Parque Nacional Albert, una enorme área de 8.090 kilómetros cuadrados, a cargo de las autoridades coloniales belgas que gobernaban ambas colonias.